# 547 Praxedis
547 Praxedis è un asteroide della fascia principale del diametro medio di circa 69,68 km. Scoperto nel 1904, presenta un'orbita caratterizzata da un semiasse maggiore pari a 2,7720437 UA e da un'eccentricità di 0,2373575, inclinata di 16,89739° rispetto all'eclittica.
Il suo nome è in onore ad un personaggio di Ekkehard, di Viktor von Scheffel.